# Vossloh G 18
Die Vossloh G 18 ist eine vierachsige dieselhydraulische Lokomotive des Herstellers Vossloh Locomotives, die für den schweren Rangier- und den leichten Streckendienst konzipiert ist. Sie wurde 2011 in drei Exemplaren gebaut. Die Lok besitzt im deutschen Fahrzeugeinstellungsregister die Nummer 92 80 4180.

## Entwicklung
Als Weiterentwicklung der MaK G 1206 entstand diese Lokomotive 2011 bei Vossloh in Kiel. Gegenüber dem Vorgänger ist die neue Lokomotive nach TSI hergestellt und somit für den europaweit länderübergreifenden Einsatz verwendbar.
Neben diesem Loktyp hat Vossloh auch eine dieselelektrische Variante mit der Bezeichnung DE 18 in bisher mehr als 130 Exemplaren auf den Markt gebracht. Durch Anpassungen an neue Bahnvorschriften wird der Typ als Vertreter der fünften Generation von Mak- bzw. Vossloh-Loks bezeichnet.

## Technik
Die Konstruktion der Baureihe G 18 ist für den schweren Rangier- und leichten Streckenbetrieb ausgelegt. Die bewährte Konstruktion aus den Vorgängermaschinen wurde nach den Grundsätzen neuester europäischer Normen überarbeitet. So sind der Lokrahmen sowie die Aufbauten der G 18 nach der Crash-Norm EN 15227 ausgelegt und bietet somit noch mehr Sicherheit für das Lokpersonal bei Unfällen.
Als Antriebsmotor wurde der Zwölfzylinder-Viertakt-Dieselmotor 12V 4000 R43(L) von MTU verwendet. Dieser Motor ist nach der Abgasstufe EU Stage IIIA ausgelegt. Für noch größere Verringerung der Abgasemission kann zusätzlich noch ein Rußpartikelfilter verwendet werden, was für die bisher ausgelieferten Lokomotiven auch geschehen ist. Sie stoßen bis zu 40 % weniger Stickoxide als herkömmliche Diesellokomotiven aus und können deshalb auch im Tunnelbetrieb eingesetzt werden.
Die Kraft überträgt ein Strömungsgetriebe L 530 breU2 von Voith. Die Radsätze sind mit Scheibenbremsen versehen.

## Einsatz
Es wurden drei Exemplare der Reihe 2011 angefertigt. Die erste Lokomotive wurde auf Mietbasis bei verschiedenen Unternehmen des Eisenbahnbaues eingesetzt, darunter 2015 bei Spitzke Logistik und danach bei weiteren Firmen im Eisenbahnbaugewerbe. Die anderen beiden Lokomotiven wurden von  Spitzke Logistik gekauft. Die Fahrzeuge sind mit ihrer geringen kleinsten Geschwindigkeit zwischen 3 und 11 km/h für den Einsatz zum Abziehen von Schienen und Schotter geeignet. Außerdem sind ihre Vorzüge eine große Reichweite für den Transport von Gleisbaumaschinen von Baustelle zu Baustelle und eine starke Anfahrzugkraft. In Doppeltraktion sind sie in der Lage, Gleisbauzüge mit einer Masse von 2.000 t innerhalb der Bauvorhaben zu befördern.  Dazu zählen noch die Vorteile dieselhydraulischer Lokomotiven wie Robustheit, Langlebigkeit und eine ausgereifte Konstruktion.